# Landschaftsschutzgebiet Kulturlandschaftskomplex Medelon

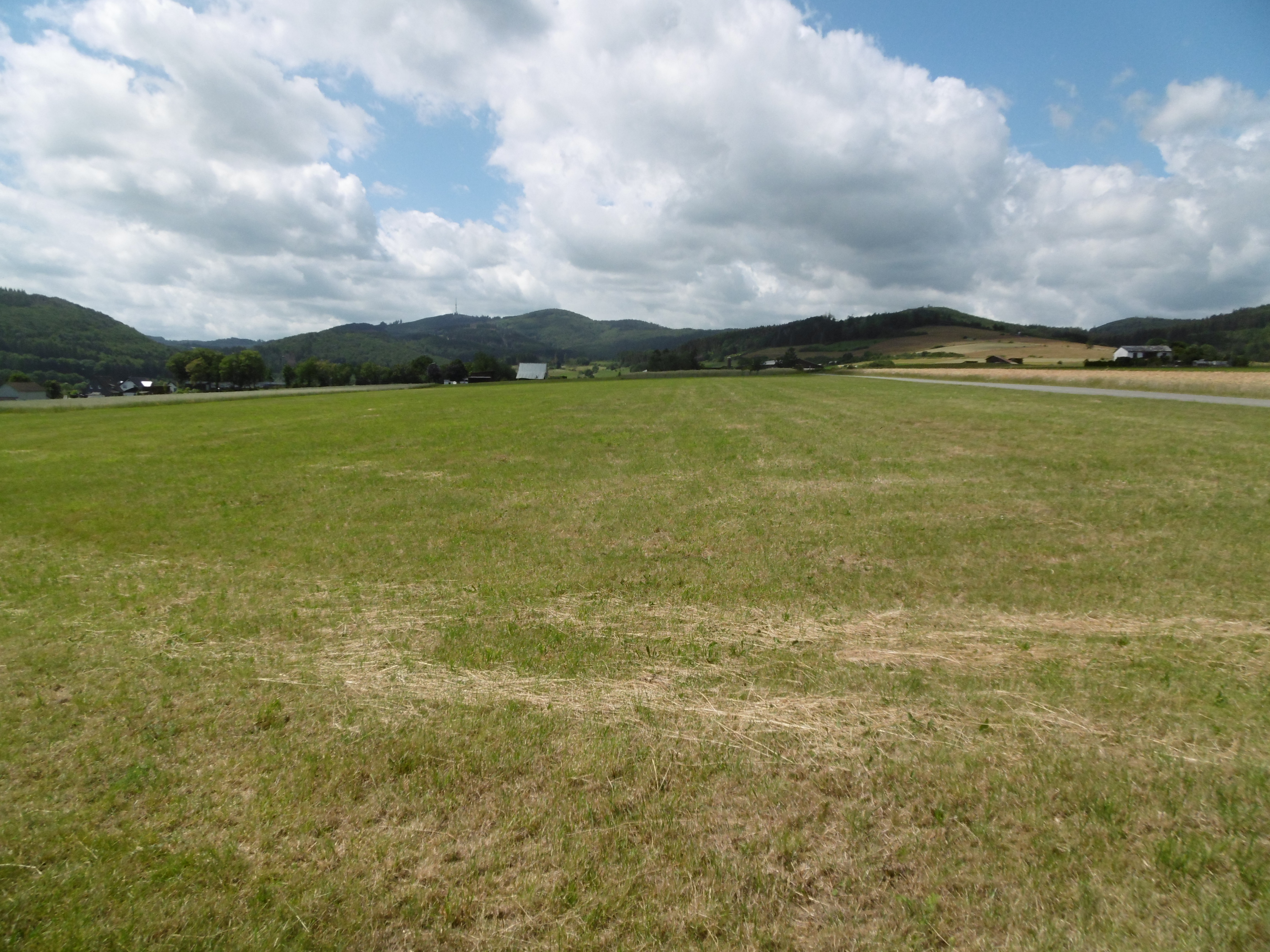
LSG Kulturlandschaftskomplex Medelon mit Medelon im Hintergrund

Das Landschaftsschutzgebiet Kulturlandschaftskomplex Medelon mit 82,4 ha Flächengröße liegt im Stadtgebiet von Medebach und im Hochsauerlandkreis. Das Gebiet wurde 2003 mit dem Landschaftsplan Medebach durch den Kreistag des Hochsauerlandkreises als Landschaftsschutzgebiet (LSG) ausgewiesen. Das LSG ist eines von 13 Landschaftsschutzgebieten in der Stadt Medebach. In der Stadt gibt es ein Landschaftsschutzgebiet vom Typ A, Großräumiger Landschaftsschutz bzw. Allgemeiner Landschaftsschutz, neun Landschaftsschutzgebiete vom Typ B, Ortsrandlagen, Landschaftscharakter, und drei Landschaftsschutzgebiete vom Typ C, Wiesentäler und ornithologisch bedeutsames Offenland. Das Landschaftsschutzgebiet Kulturlandschaftskomplex Berge-Dreislar wurde als LSG vom Typ B ausgewiesen. Das LSG liegt südlich, nördlich und östlich von Medelon. Es geht bis an den Siedlungsrand. Es besteht aus fünf Teilflächen. Das LSG gehört zum Europäischen Vogelschutzgebiet Medebacher Bucht und zum Naturpark Sauerland-Rothaargebirge.

## Beschreibung
Das LSG umfasst Offenland mit Ackerflächen und Grünland.

## Schutzzweck
Die Ausweisung erfolgte zur Sicherung und Erhaltung der natürlichen Erholungseignung und der Leistungsfähigkeit des Naturhaushaltes gegenüber den vielfältigen zivilisatorischen Ansprüchen an Natur und Landschaft. Schaffung eines leistungsfähigen Umgebungsschutzes (ökologische Pufferzone) für die strenger geschützten Teile der Stadt Medebach, auch und insbesondere für die Natura-2000-Flächen im Sinne der Fauna-Flora-Habitat-Richtlinie und der Vogelschutzrichtlinie.

## Rechtliche Vorschriften
Wie in den anderen Landschaftsschutzgebieten im Stadtgebiet besteht im LSG ein Verbot, Bauwerke zu errichten. Vom Verbot ausgenommen sind Bauvorhaben für Gartenbaubetriebe, Land- und Forstwirtschaft. Die Untere Naturschutzbehörde kann Ausnahmegenehmigungen für Bauten aller Art erteilen. Wie in den anderen Landschaftsschutzgebieten vom Typ B in Medebach besteht im LSG ein Verbot der Erstaufforstung und Weihnachtsbaum-, Schmuckreisig- und Baumschul-Kulturen anzulegen. Es besteht das Gebot, das LSG durch landwirtschaftliche Nutzung oder geeignete Pflegemaßnahmen von Bewaldung frei zu halten. Ferner besteht das Gebot, Brachflächen sektoral im Turnus von drei Jahren zu mähen, um eine Verbuschung zu verhindern. Die Mahd der Brachflächen darf nicht vor dem 1. August durchgeführt werden und das Mähgut muss abgefahren werden.